# Hocine Dehiri
Hocine Dehiri (en arabe : حسين دهيري), né le 16 septembre 2000 à Sidi M'Hamed (Algérie), est un footballeur algérien évoluant au poste de défenseur central au Qadsia SC, en prêt de l'USM Alger.

## Biographie
Le 4 décembre 2020, Hocine Dehiri fait ses débuts professionnels en faveur du Paradou AC, en entrant en jeu contre le CS Constantine. A ses débuts Dehiri occupe le poste de milieu défensif mais très vite il est replacer au poste de défenseur central.
Il est appelé en équipe A' pour la première fois par Madjid Bougherra pour la double confrontation contre l'équipe du Togo A'.

## Statistiques

### En club
| Saison                | Club                  | Championnat           | Championnat | Championnat | Championnat | Coupe(s) nationale(s) | Coupe(s) nationale(s) | Coupe(s) nationale(s) | Compétition(s) continentale(s) | Compétition(s) continentale(s) | Compétition(s) continentale(s) | Compétition(s) continentale(s) | Total | Total | Total |
| Saison                | Club                  | Division              | M.          | B.          | P.d.        | M.                    | B.                    | P.d.                  | Comp.                          | M.                             | B.                             | P.d.                           | M.    | B.    | P.d.  |
| 2020-2021             | Paradou AC            | Ligue 1               | 20          | 0           | 0           | 1                     | 0                     | 0                     | -                              | -                              | -                              | -                              | 21    | 0     | 0     |
| 2021-2022             | Paradou AC            | Ligue 1               | 23          | 0           | 0           | -                     | -                     | -                     | -                              | -                              | -                              | -                              | 23    | 0     | 0     |
| 2022-2023             | Paradou AC            | Ligue 1               | 13          | 0           | 1           | -                     | -                     | -                     | -                              | -                              | -                              | -                              | 13    | 0     | 1     |
| Sous-total            | Sous-total            | Sous-total            | 56          | 0           | 1           | 1                     | 0                     | 0                     | -                              | -                              | -                              | -                              | 57    | 0     | 1     |
| 2023-2024             | USM Alger (prêt)      | Ligue 1               | 27          | 1           | 1           | 4                     | 0                     | 0                     | C2                             | 8                              | 0                              | 1                              | 39    | 1     | 2     |
| 2024-2025             | USM Alger             | Ligue 1               | 5           | 0           | 0           | -                     | -                     | -                     | C2                             | 2                              | 0                              | 0                              | 7     | 0     | 0     |
| Sous-total            | Sous-total            | Sous-total            | 32          | 1           | 1           | 4                     | 0                     | 0                     | -                              | 10                             | 0                              | 1                              | 46    | 1     | 2     |
| Total sur la carrière | Total sur la carrière | Total sur la carrière | 88          | 1           | 2           | 5                     | 0                     | 0                     | -                              | 10                             | 0                              | 1                              | 103   | 1     | 3     |

## Palmarès
- Finaliste de la Supercoupe du Koweït  : 2025
- Finaliste de la Coupe du golfe des clubs champions : 2025